# NGC 3261
NGC 3261 é uma galáxia espiral barrada (SBbc) localizada na direcção da constelação de Vela (constelação). Possui uma declinação de -44° 39' 27" e uma ascensão recta de 10 horas, 29 minutos e 01,4 segundos.
A galáxia NGC 3261 foi descoberta em 15 de Março de 1836 por John Herschel.